# Pousthomy
Pousthomy är en kommun i departementet Aveyron i regionen Occitanien i södra Frankrike. Kommunen ligger  i kantonen Saint-Sernin-sur-Rance som ligger i arrondissementet Millau. År 2022 hade Pousthomy 212 invånare.

## Befolkningsutveckling
Antalet invånare i kommunen Pousthomy
Referens: INSEE